# Centropyge joculator
Centropyge joculator е вид бодлоперка от семейство Pomacanthidae. Видът не е застрашен от изчезване.

## Разпространение и местообитание
Разпространен е в Кокосови острови и Остров Рождество.
Обитава океани, морета и рифове. Среща се на дълбочина от 8 до 70 m.

## Описание
На дължина достигат до 9 cm.
Популацията на вида е стабилна.